# Chaparral Cars

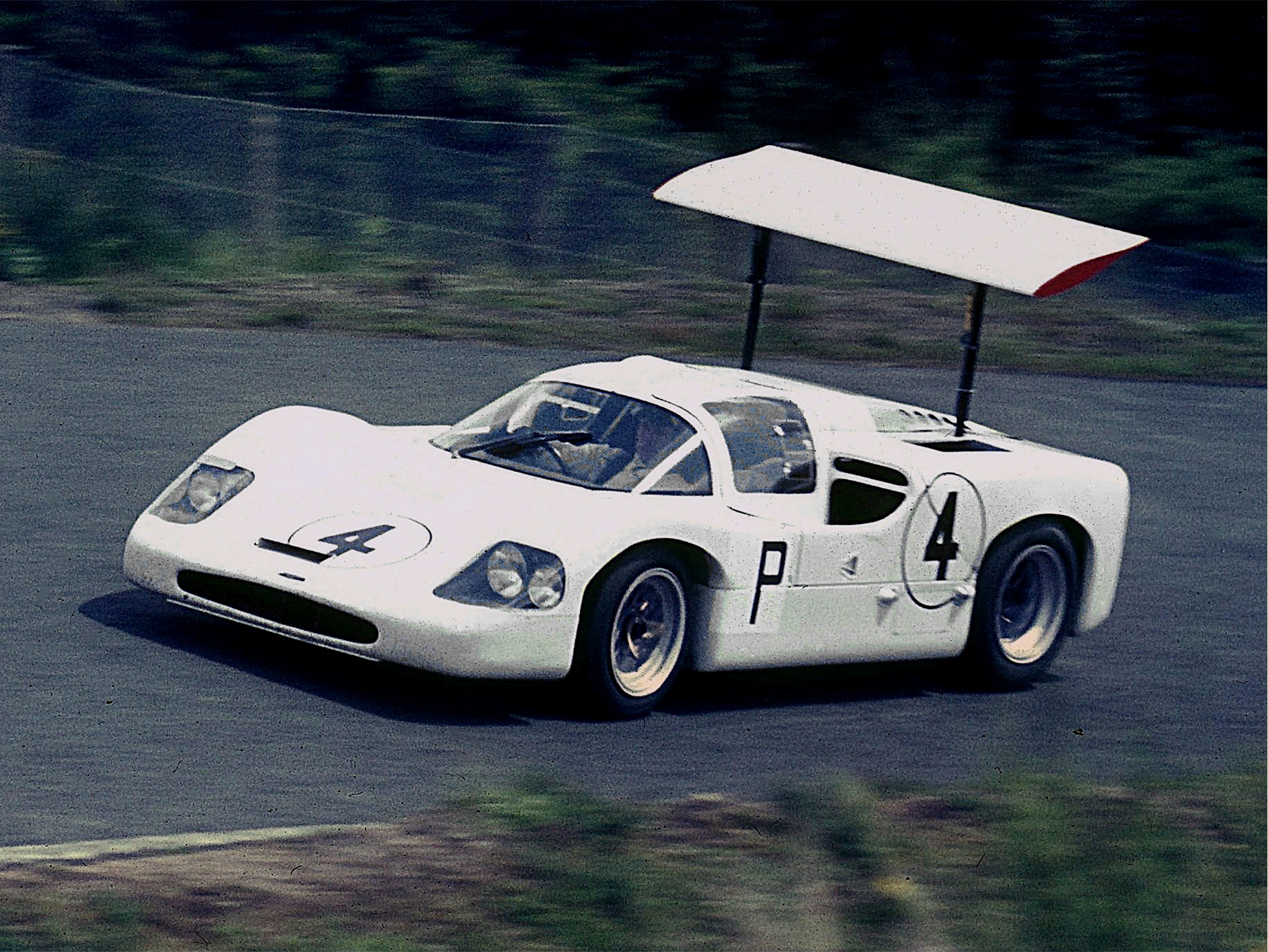
Mike Spence en un entrenament a Nürburgring (1967).

Chaparral Cars fou una escuderia nord-americana que va construir automòbils de competició des de 1962 fins als inicis dels anys 70. I, després d'uns anys d'inactivitat, va tornar a les pistes amb la victòria a Indianàpolis el 1980.
L'equip fou fundat per Hap Sharp i Jim Hall. Jim Hall era un magnat texà del petroli, enginyer i pilot.
El nom de Chaparral li fou suggerit a Jim Hall com a evocador de l'ocell corredor Geococcyx californianus, endèmic dels "chaparrales" les zones semidesèrtiques de Califòrnia, Texas, Mèxic i zones properes.
L'escuderia Chaparral Cars fou pionera en aspectes molt importants de l'automòbils de curses: en la transmissió (convertidor de parell, caixa de canvis automàtica), aerodinàmica (alerons afegits a la carrosseria, ala orientable), efecte sòl per aspiració i augment de l'amplada dels pneumàtics.
Per a més detalls poden consultar-se algunes pàgines web especialitzades.